# Vincenzo Cosco
Vincenzo Cosco (Santa Croce di Magliano, 12 gennaio 1964 – Larino, 9 maggio 2015) è stato un allenatore di calcio e calciatore italiano, di ruolo difensore.

## Carriera

### Giocatore
Nato a Santa Croce di Magliano in provincia di Campobasso, ha iniziato come calciatore, di ruolo difensore nel 1980 nella squadra del suo paese, la Turris Santa Croce, poi nell'Aurora Ururi, nel Castel di Sangro, dove vinse un campionato di Promozione e di Interregionale, nella Pro Vasto dove arrivò sino in Serie C2,  nel Termoli dove vinse l'Eccellenza Abruzzo, di nuovo alla Turris, e nel Campobasso quando nel 1996 gli fu diagnosticata la leucemia, poi sconfitta, ma che lo costrinse al ritiro a 32 anni.

### Allenatore
Pochi mesi dopo il ritiro intraprende la carriera di allenatore, ingaggiato dalla Turris Santa Croce non prima di aver fatto la sua prima esperienza in panchina con i ragazzi dell'under 18 della stessa società, poi allena nel suo Molise il Bojano e il Termoli, dove in entrambi i casi vince il campionato di Eccellenza, e l'Isernia, dove si dimette dopo cinque giornate nella stagione che porterà la squadra alla promozione in Serie C2. In Abruzzo allena la Pro Vasto e l'Atessa Val di Sangro e conquista due promozioni in Serie C. Nel 2007 va in Ungheria ad allenare il Sopron.
Nel 2010 viene chiamato a risollevare le sorti del Campobasso che è relegato in zona retrocessione nel campionato di Lega Pro Seconda Divisione, e riesce a condurlo alla salvezza conquistando l'appellativo di "Special Wolf".
Nel 2014 conquista con il Matera la promozione dalla Serie D alla Lega Pro.
Il 24 dicembre 2014, quando è alla guida della Torres, gli viene diagnosticato un nuovo tumore ed è costretto a lasciare la guida tecnica della squadra per sottoporsi alle cure necessarie, con una toccante lettera di addio alla squadra sarda ed a tutti gli sportivi.

## Morte
Vincenzo Cosco muore la notte del 9 maggio 2015 presso l'Hospice Madre Teresa di Calcutta di Larino all'età di soli 51 anni, dopo alcuni giorni di ricovero a causa dell'aggravarsi delle sue condizioni di salute dopo il male che l'aveva colpito. Lascia la moglie e due figli.

## Riconoscimenti
Il 7 marzo 2016 viene insignito a Coverciano della "Panchina d'Oro speciale", riconoscimento postumo, nell'ambito dell'assegnazione dei premi ai migliori allenatori della stagione 2014/15.
Il 4 giugno 2016 gli viene intitolato lo stadio nel suo paese, Santa Croce di Magliano. Dal 2023 un settore della tribuna dello Stadio Antonio Molinari di Campobasso porta il suo nome.

## Palmarès

### Giocatore

#### Competizioni regionali
- Promozione: 1

Castel di Sangro: 1985-1986
- Eccellenza: 1

Termoli: 1991-1992

#### Competizioni nazionali
- Campionato Interregionale: 2

Castel di Sangro: 1988-1989
Vastese: 1989-1990

### Allenatore

#### Competizioni regionali
- Eccellenza: 2

Bojano: 1998-1999
Termoli: 2001-2002

#### Competizioni interregionali
- Serie D: 2

Val di Sangro: 2005-2006
Matera: 2013-2014

#### Individuale
- Panchina d'Oro speciale: 1

2014-2015 (postuma)